# Cuverville-sur-Yères
Cuverville-sur-Yères – miejscowość i gmina we Francji, w regionie Normandia, w departamencie Sekwana Nadmorska.
Według danych na rok 1990 gminę zamieszkiwało 178 osób, a gęstość zaludnienia wynosiła 16 osób/km² (wśród 1421 gmin Górnej Normandii Cuverville-sur-Yères plasuje się na 723. miejscu pod względem liczby ludności, natomiast pod względem powierzchni na miejscu 287.).